# Associação Brasileira de História Oral
A Associação Brasileira de História Oral (ABHO) é uma organização acadêmica brasileira que reúne pesquisadores, professores e estudantes, coletivos, instituições, programas, núcleos e grupos de pesquisa dedicados a pesquisa, ação e/ou formação de pessoal no campo da História Oral. Fundada em 29 de abril de 1994, durante a realização do II Encontro Nacional de História Oral, a ABHO reune pesquisadores de diferentes áreas, como história, ciências sociais, antropologia, educação, em todo o Brasil, bem como diferentes grupos e coletivos sociais dedicados a construir iniciativas de História Oral.  Resultado de um amplo movimento que marcou o final do século XX entorno da produção, gravação e preservação de entrevistas nas Ciências Humanas, a Associação foi anterior a criação de órgãos internacionais na área, a exemplo da International Oral History Association (IOHA), fundada apenas 1996. Sua estrutura conta com uma direção nacional e seções regionais eleitas a cada dois anos, sendo promotora de encontros nacionais e regionais bienais, bem como a responsável pela publicação da Revista Brasileira de História Oral, publicação de referência nos estudos da oralidade.  

## História
A Associação Brasileira de História Oral foi fundada em abril de 1994, durante o II Encontro Nacional de História Oral, no Rio de Janeiro. Foi durante essa ocasião - na qual diferentes pesquisadores/as dividiram espaços de debate e interlocução em mesas, conferências e comunicações orais - em que foi deliberada a criação da ABHO, bem como aprovado seu estatuto e regimento, além de eleita a primeira diretoria.
A Associação foi criada, em especial, a partir da reunião de uma série de instituições que possuíam diferentes projetos de História Oral, como o Centro de Pesquisa e Documentação de História Contemporânea do Brasil da Fundação Getúlio Vargas e o Laboratório de História Oral e Imagem da Universidade Federal Fluminense. Com a criação da associação em nível brasileiro, seguiu-se a realização de encontros regionais e locais, com particular ênfase na região sudeste e sul, consolidando os eventos da associação como seu pilar estruturante.

## Encontros Nacionais de História Oral
Anualmente a ABHO organiza os Encontros Nacionais de História Oral que reunem pesquisados brasileiros e estrangeiros durante aproximadamente uma semana de modo a criar espaços de discussão, debate e mapear o status da História Oral no país. Os encontros tem sua sede alterada a cada edição, geralmente sendo escolhida a instituição do atual presidente da Associação. Desde sua fundação foram realizados dezesseis Encontros Nacionais.

### Lista de Encontros Nacionais
1992 - I Encontro Nacional de História Oral
1994 - II Encontro Nacional de História Oral
1996 - III Encontro Nacional de História Oral
1998 - IV Encontro Nacional de História Oral
2000 - V Encontro Nacional de História Oral
2002 - VI Encontro Nacional de História Oral
2004 - VII Encontro Nacional de História Oral
2006 - VIII Encontro Nacional de História Oral
2008 - IX Encontro Nacional de História Oral - "Testemunhos e Conhecimento", 22 a 25 de abril, UNISINOS, São Leopoldo, RS. 
2010 - X Encontro Nacional de História Oral - "Testemunhos: História e Política", 26 a 30 de abril, UFPE, Recife, PE. 
2012 - XI Encontro Nacional de História Oral - "Memória, Democracia e Justiça", 10 a 13 de julho, UFRJ, Rio de Janeiro, RJ.
2014 - XII Encontro Nacional de História Oral - "Política, Ética e Conhecimento", 06 a 09 de maio, UPFI, Teresina, PI.
2016 - XIII Encontro Nacional de História Oral - "História Oral, Práticas Educacionais e Interdisciplinaridade", 01 a 04 de maio, UFRGS, Porto Alegre, RS. 
2018 - XIV Encontro Nacional de História Oral - "História Oral e o Registro Audiovisual", 02 a 04 de maio, UNICAMP, Campinas, SP. 
2020 - XV Encontro Nacional de História Oral - "Narrativas Orais, Ética e Democracia", 11 a 13 de novembro, UFPA, Belém, PA.
2022 - XVI Encontro Nacional de História Oral - "Pandemia e Futuros Possíveis", 25 a 28 de julho, UFRJ, Rio de Janeiro, RJ. 
2024 - XVII Encontro Nacional de História Oral - "Trajetórias, Movimentos e Perspectivas", 03 a 06 de setembro, Univille, SC. 

### Lista de Presidentes da ABHO e seus mandatos
| Presidente                                                                          | Vice-Presidente                                                                | Mandato   |
| ----------------------------------------------------------------------------------- | ------------------------------------------------------------------------------ | --------- |
| Prof. Dr. Fernando Cesar Sossai (Universidade da Região de Joinville)               | Prof. Dra. Juniele Rabêlo de Almeida (Universidade Federal Fluminense)         | 2022-2024 |
| Profa. Dra. Andrea Casa Nova Maia (Universidade Federal do Rio de Janeiro)          | Prof. Dr. Ricardo Santhiago (Universidade Federal de São Paulo)                | 2020-2022 |
| Prof. Dr. Pere Petit Peñarocha (Universidade Federal do Pará)                       | Profa. Dra. Regina Beatriz Guimarães (Universidade Federal de Pernambuco)      | 2018-2020 |
| Profa. Dra. Ana Carolina de Moura Delfim Maciel (Universidade Estadual de Campinas) | Profa. Dra. Luciana Quillet Heymann (Fundação Getúlio Vargas)                  | 2016-2018 |
| Profa. Dra. Carla Simone Rodeghero (Universidade Federal do Rio Grande do Sul)      | Profa. Dra. Méri Frotscher (Universidade Estadual do Oestes do Paraná)         | 2014-2016 |
| Prof. Dr. Francisco Alcides Nascimento (Universidade Federal do Piauí)              | Profa. Dra. Carla Simone Rodeghero (Universidade Federal do Rio Grande do Sul) | 2012-2014 |
| Profa. Dra. Maria Paula Nascimento Araújo (Universidade Federal do Rio de Janeiro)  | Prof. Dr. Benito Bisso Schmidt (Universidade Federal do Rio Grande do Sul)     | 2010-2012 |

## Estrutura
A ABHO é composta por uma diretoria eleita para mandato de dois anos, por seções regionais com diretorias autônomas, por um conselho fiscal e um conselho consultivo, pela equipe editorial da Revista Brasileira de História Oral, pelo grupo de discussão e proposição em Ética e História Oral e pelo fórum de coletivos de História Oral.

### Seções regionais
Regional Centro-Oeste: Reúne filiados residentes e/ou com vínculos nos estados de Goiás, Mato Grosso e Mato Grosso do Sul, mais o Distrito Federal. Foi criada em XX, sendo dirigida atualmente por Jiani Fernando Langaro da Universidade Federal de Goiás.
Regional Nordeste: Reúne filiados residentes e/ou com vínculos nos estados de Alagoas, Bahia, Ceará, Maranhão, Paraíba, Pernambuco, Piauí, Rio Grande do Norte e Sergipe. Foi criada em XX, sendo dirigida atualmente por Marcia Milena Galdez da Universidade Estadual do Maranhão.
Regional Norte: Reúne filiados residentes e/ou com vínculos nos estados de Acre, Amapá, Amazonas, Pará, Rondônia, Roraima e Tocantins. Foi criada em XX, sendo dirigida atualmente por Julio Cláudio da Silva da Universidade Federal do Amazonas.
Regional Sudeste: Reúne filiados residentes e/ou com vínculos nos estados de Rio de Janeiro, São Paulo, Minas Gerais e Espírito Santo. Foi criada em XX, sendo dirigida atualmente por Ricardo Santhiago da Universidade Federal de São Paulod.
Regional Sul: Reúne filiados residentes e/ou com vínculos nos estados de Paraná, Rio Grande do Sul e Santa Catarina. Foi criada em XX, sendo dirigida atualmente por Claudia Musa Fay da Pontifícia Universidade Católica do Rio Grande do Sul.  

## Revista Brasileira de História Oral
A Associação Brasileira de História Oral (ABHO) se destaca por incluir, em sua proposta programática, a publicação e disseminação da revista História Oral. Este periódico, lançado em junho de 1998, é pioneiro no Brasil por ser inteiramente dedicado à divulgação de pesquisas que utilizam fontes orais, tanto em âmbito nacional quanto internacional. Voltada para todos que têm interesse na metodologia, teoria e práticas de pesquisa em história oral, a revista desempenha um papel crucial na formação de pesquisadores e na troca de conhecimentos. Ela serve como um espaço plural, onde se encontram trabalhos interdisciplinares que exploram as conexões da história oral com diversas áreas do saber.